# Anisodes rubrior
Anisodes rubrior là một loài bướm đêm trong họ Geometridae.